# Pedicia (Pedicia) gifuensis
Pedicia (Pedicia) gifuensis is een tweevleugelige uit de familie Pediciidae. De soort komt voor in het Palearctisch gebied.